# 赛热木河
赛热木河，也作赛日木河、赛里木河，位于中华人民共和国新疆维吾尔自治区巴音郭楞州和静县西部地区的一条河流，是开都河左岸支流。发源于天山山脉额尔宾山和萨尔明山之间的赛热木隘口，自东向西流，进入大尤路都斯盆地后折向南，最后向西经约8千米的沼泽地带后，于巴音布鲁克镇赛热木村西南约5.5千米处汇入开都河。河流全长61千米，流域面积约511平方千米，年均径流量约0.9亿立方米。